# 約定 (漫畫)
《約定》（日语：ちょっとまってて）是日本漫画家青山剛昌创作的漫画作品。该漫画短篇于1986年的小学館新人漫画大賞入選，并在翌年的週刊少年Sunday3・4合併号开始连载。收录于少年Sundaycomics丛书系列的「青山剛昌短篇集」（ISBN 4-09-123172-1） 。
故事描述了高中1年级的天才发明家高井丰，和比他年长2岁的阿部麻巳子（あべ まみこ）的恋爱故事。

## 故事简介
因为发明了各种各样的新奇机器，而在社会中知名了的高井，从初中的时候就开始和比他年长2岁的麻巳子交往。但是麻巳子作为他的那种“前辈”、“傲慢的学姐”的存在一直是丰烦恼的根源。为了改变自己比她年轻的现状，高井发明了时间机器，意图穿梭回2年前，尝试与她同岁。
但是，麻巳子也使用了那个时间机器，和高井相反，她穿梭到了未来，即2年后。高井发现她已从人们的记忆中被抹去，她的存在已经消失。于是高井决定等候2年，守候她回来。
随着时间流逝，高井对自己对麻巳子产生了遗忘感感到焦急，并想尽一切办法让自己不要遗忘麻巳子。

## OVA
1999年3月17日作为《青山刚昌短篇集》的其中一部作品被OVA化。其中为主要角色配音的声优都是與《名侦探柯南》相同。例如江户川柯南的声优高山南，工藤新一的声优山口胜平，少年侦探团中吉田步美的声优岩居由希子，目暮十三的声优茶风林。
声优
- 高井丰：山口勝平（日本）；于正昇（台灣）
- 阿部麻巳子：高山南（日本）；魏晶琦（台灣）
- 友里：岩居由希子（日本）；馮友薇（台灣）
- 若林先生：茶風林（日本）；孫中台（台灣）
- 神崎：中村大樹（日本）；魏伯勤（台灣）
- 阿部美佐子：齋賀光希（日本）；丘梅君（台灣）
- 校長：中嶋聰彥（日本）；魏伯勤（台灣）
- 记者：難波圭一（日本）；孫中台（台灣）
- 摄影师：室園丈裕（台灣）
- 女学生：榎本充希子、荒木香惠、引田有美（台灣）
- 男学生：卷島直树（台灣）
- 老奶奶：真山亞子（台灣）